# Thomas Dennerby
Thomas Dennerby (13 de agosto de 1959) é um treinador e ex-futebolista profissional sueco.

## Carreira
Thomas Dennerby comandou entre 2005 e 2012 Seleção Sueca de Futebol Feminino, esteve nas Olimpíadas de 2008 e 2012. 